# 三道镇 (保亭县)
三道镇，是中华人民共和国海南省保亭黎族苗族自治县下辖的一个乡镇级行政单位。

## 行政区划
三道镇下辖以下地区：
三弓村、田滚村、甘什村和首弓村。